# Rövidszárnyú rétisáska
A rövidszárnyú rétisáska (Euchorthippus declivus) a sáskafélék családjába tartozó, Európában honos sáskafaj.

## Megjelenése
A rövidszárnyú rétisáska testhossza a hím esetében 14-18 mm, a nőstény 18-27 mm. Közepes termetű, karcsú alkatú sáskafaj. Alapszíne sárgás, sárgásbarna vagy okkerbarna. Feje viszonylag nagy. A torpajzs élei majdnem párhuzamosak, csak hátul széttartóak kissé. A sárgás színű hátsó lábak a térd tájékán gyakran narancssárgás vagy vöröses színűek. A hallónyílás ovális. A hím szubgenitális lemeze hátrafelé csúcsban kihúzott és sárgás vagy narancssárgás színű. A hátsó szárny 1-2 mm-rel rövidebb az elülsőnél. A hím szárnya kb. a comb háromnegyedéig, a nőstényé a comb feléig ér. A nőstény szárnyának alsó szélén gyakran egy világos csík húzódik. 
Ciripelése halk. Éneke nagyon rövid, kevesebb mint fél másodperces cirpelésekből áll, melyeket a hím egy másodperces szünetekkel akár egy percen keresztül ismétel. 

### Hasonló fajok
A csinos rétisáska és a karcsú rétisáska hasonlít hozzá.

## Elterjedése
Dél-Európában honos a Pireneusoktól egészen Törökországig. Elterjedésének északi határa a La Manche csatornán, Dél-Svájcon és Ausztria Burgenland tartományán át húzódik; Németországból teljesen hiányzik. Magyarországon mindenütt megtalálható, főleg a síkvidékeken gyakori. 

## Életmódja
Meleg, félszáraz, száraz rétek, legelők, erdei tisztások, sziklás lejtők lakója. Növényevő, főleg különféle füvekkel táplálkozik.   
Kifejlett egyedeivel június végétől októberig találkozhatunk. A nőstények a talajba rakják petéiket, amelyekből áttelelés után május közepétől kelnek ki a lárvák. 

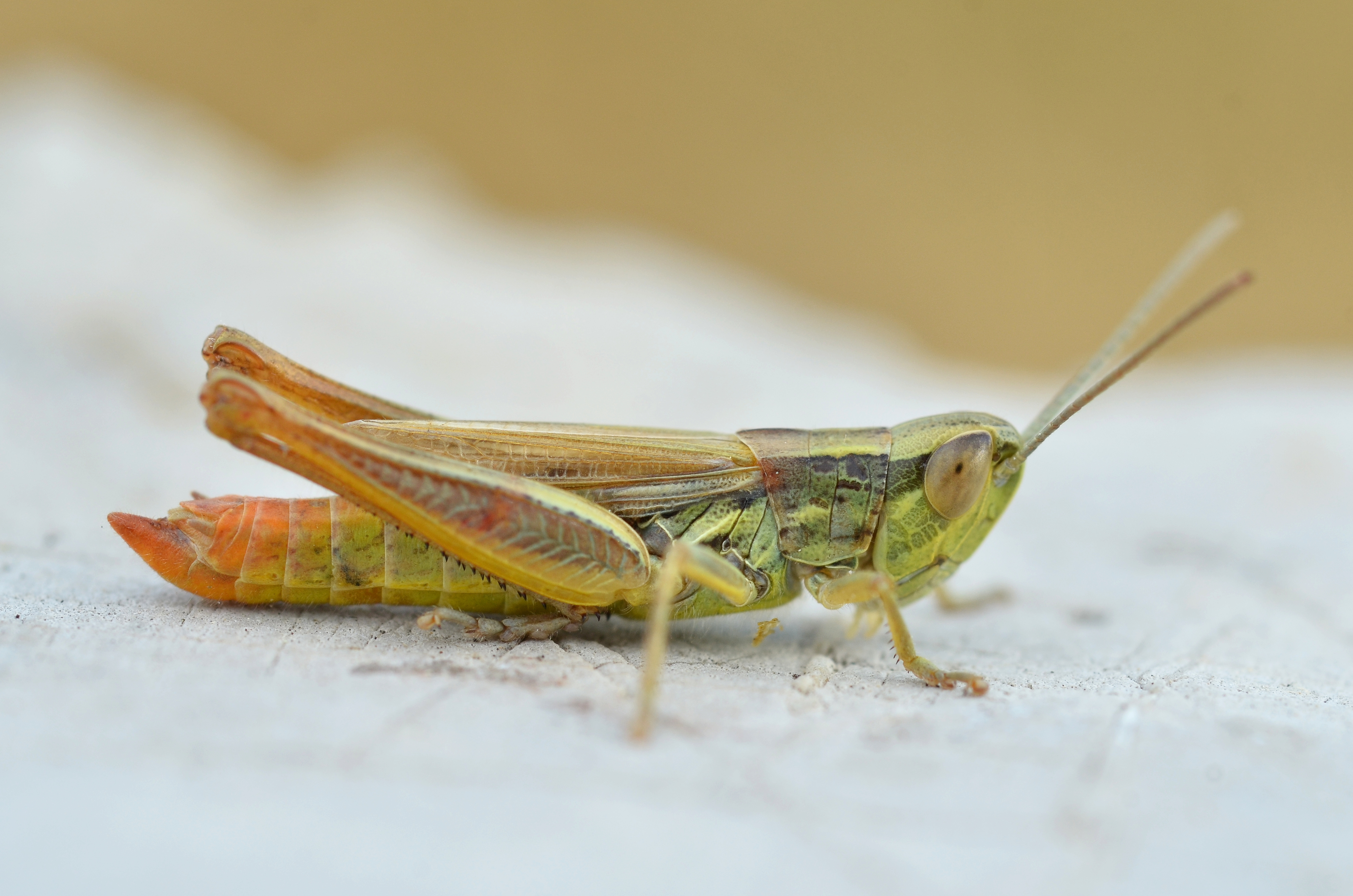
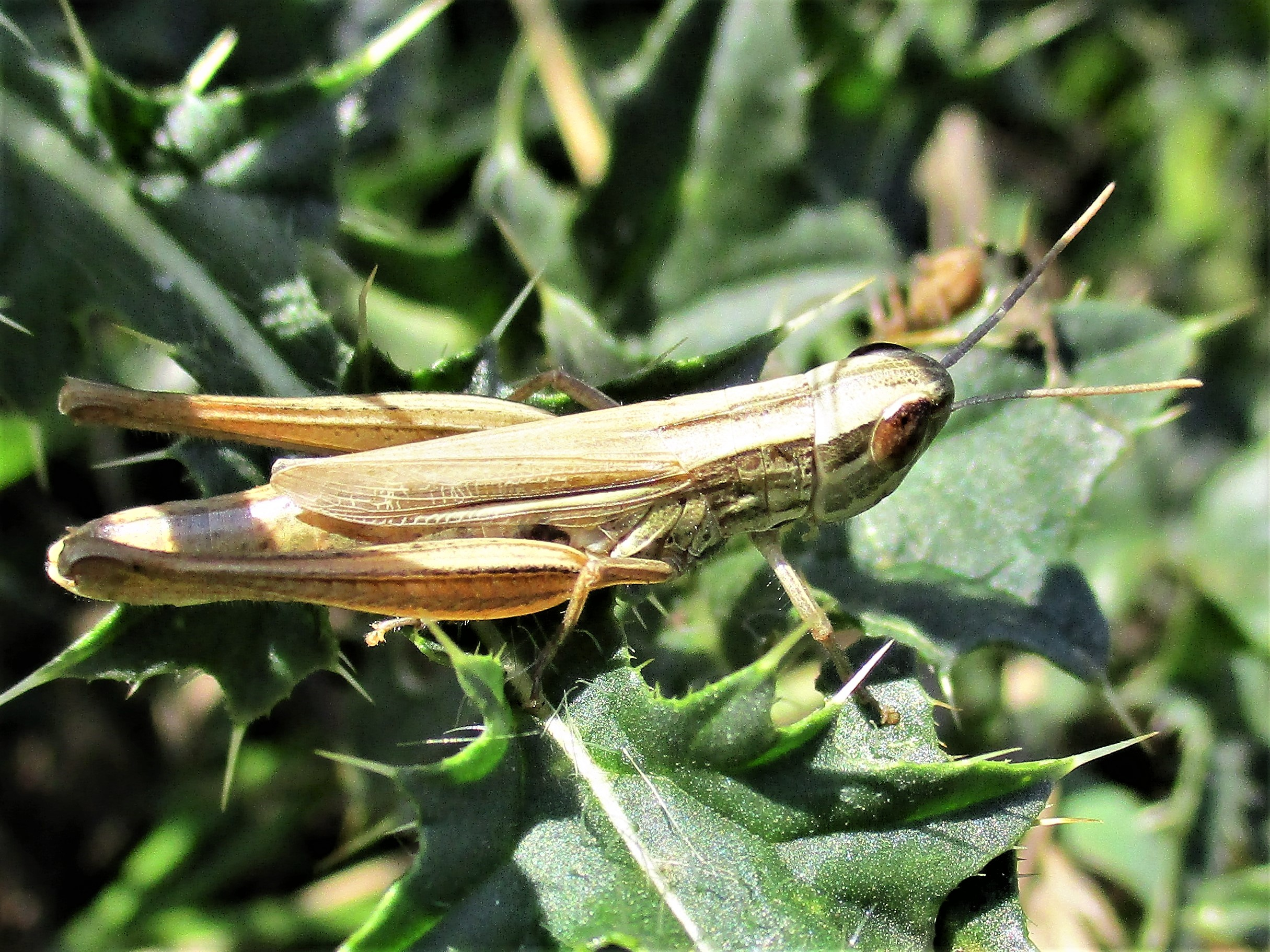
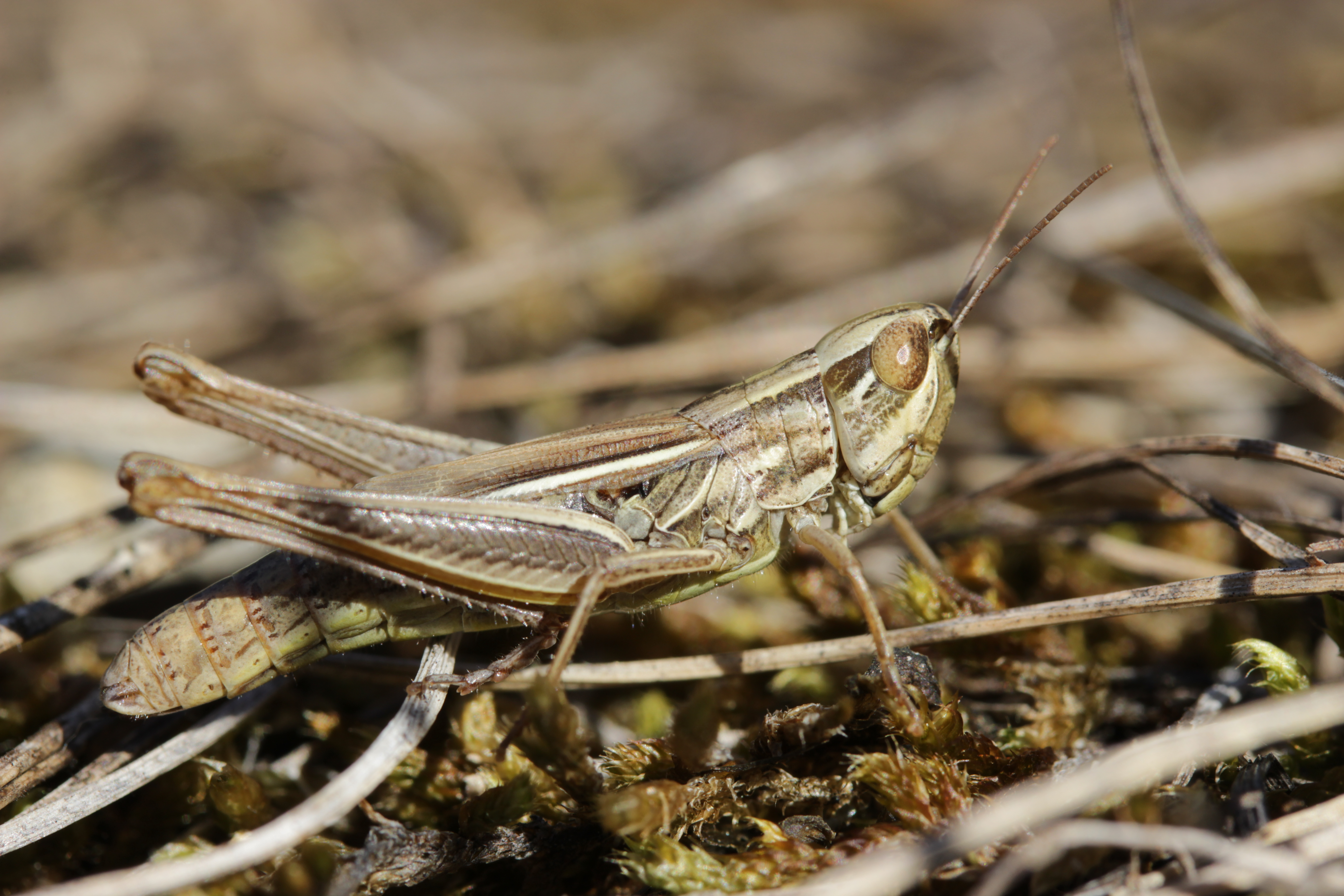
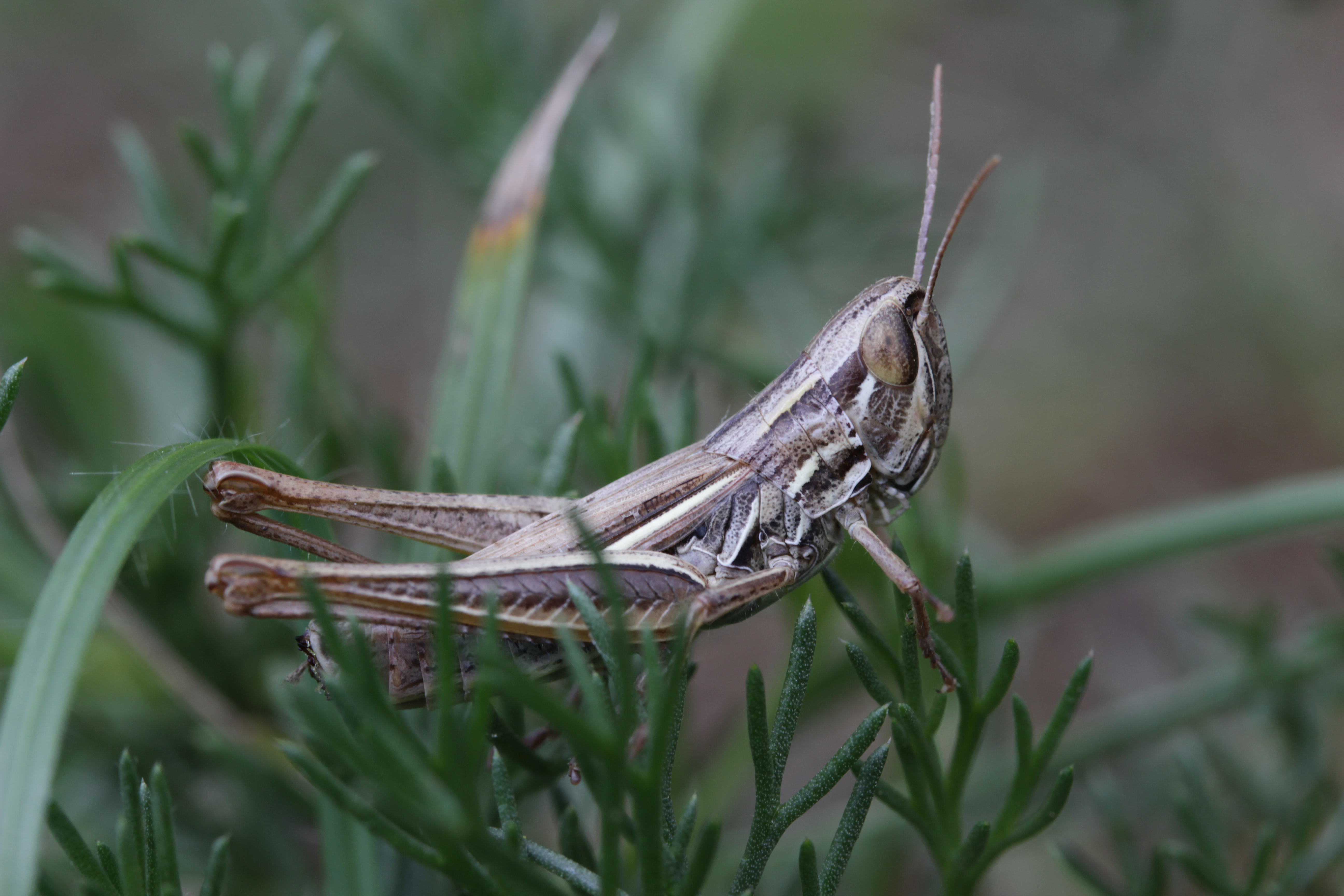

Magyarországon nem védett.